# Манро, Кевин
Кевин Эндрю Манро (англ. Kevin Andrew Munroe) — канадский режиссёр и художник, сейчас является гражданином США. Самой известной его работой является анимационный фильм Черепашки-ниндзя (2007), к которому Манро написал сценарий и который сам срежиссировал, а также выступил в фильме в эпизодической роли в качестве клиента закусочной. Последней его работой на данный момент является фильм Дилан Дог: Хроники вампиров

## Карьера
Манро проделал большую работу в анимации в течение последнего десятилетия, работая над видеоиграми, сериалами и комиксами. Он работал над дизайном в анимационных проектах для таких компаний, как Jim Henson Company, Stan Winston Studios, Shiny Entertainment, Disney, Warner Bros., Cartoon Network и Nickelodeon.
Манро начал свою карьеру как художник раскадровки на Nickelodeon, работая над сериалом Эй, Арнольд!. Он также создал, написал сценарий и выступил продюсером Christmas Special Donner для ABC Family и ТВ-Loonland. Манро впервые дебютировал как режиссёр работая над игрой Freaky Flyers. Он также написал критический отзыв для серии комиксов El Zombo Fantasma от Dark Horse Comics, в создании которой он принимал участие, работая с Дэйвом Уилкинсом, а ещё участвовал в создании Olympus Heights для IDW Publishing.
В марте 2005 года Imagi Animation Studios подписала с ним контракт на режиссуру фильма Черепашки-ниндзя (2007), датой релиза на 2007 год. Кевин Манро также планировал стать режиссёром Наука Science Ninja Team Gatchaman, но вскоре отказался от этого.
Манро стал режиссёром а так же и продюсером кино-адаптации итальянского комикса Dylan Dog, Дилан Дог: Хроники вампиров, фильм вышел в прокат в 2011 году.